# Židovský hřbitov v Úbočí
Židovský hřbitov v Úbočí se nachází 150 m jihozápadně od okraje vesnice Úbočí, části obce Dolní Žandov. Je situován v lese vlevo od silnice III. třídy 21213 vedoucí na západ k Dolnímu Žandovu. Přístup je pěšinou podél Hradního rybníka.
Hřbitov byl v roce 2005 opraven, povalené náhrobky byly vztyčeny. Vstupní brána chybí, zeď je u částečně opravena, ale na několika místech zbořena.

## Další fotografie

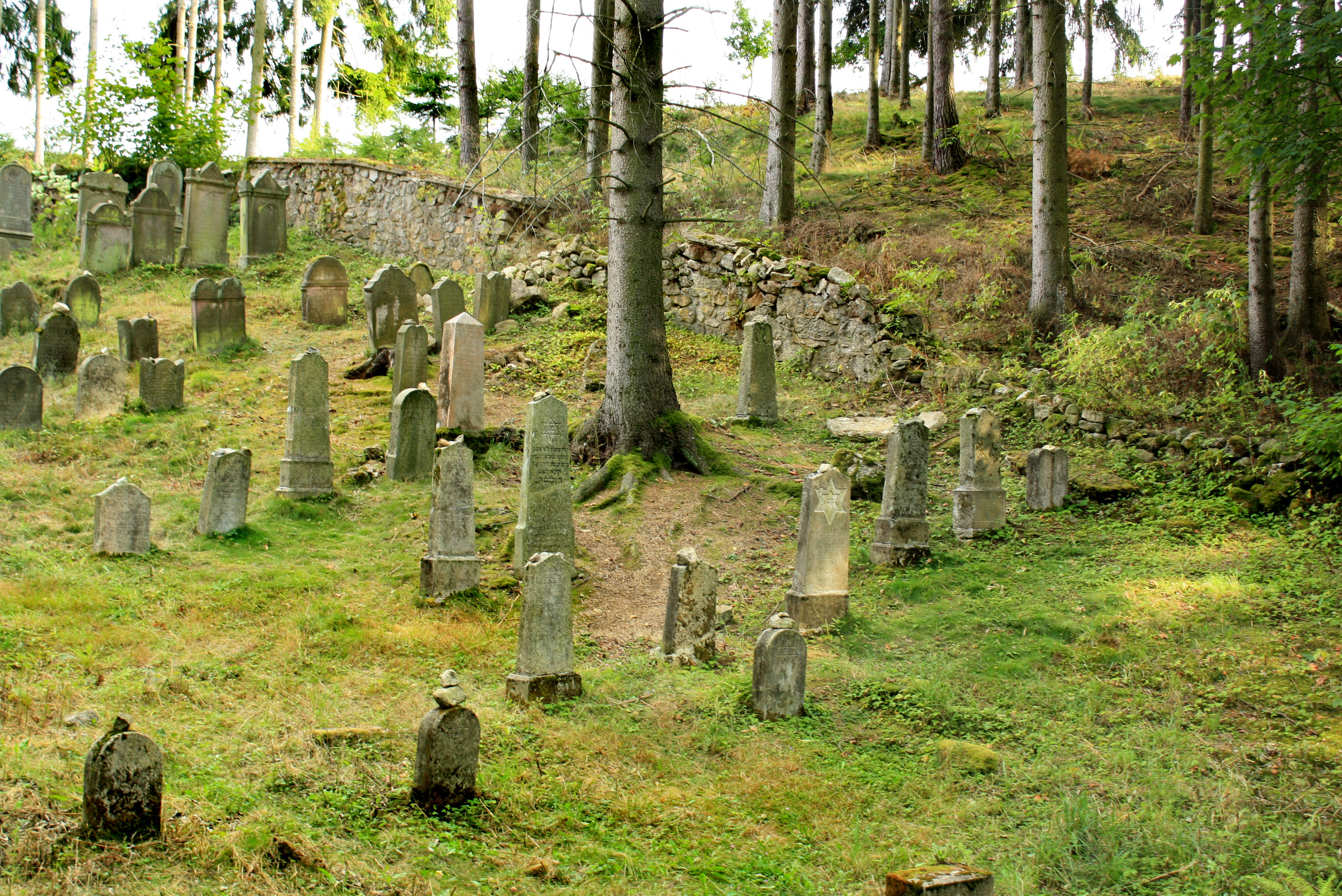
Celkový pohled
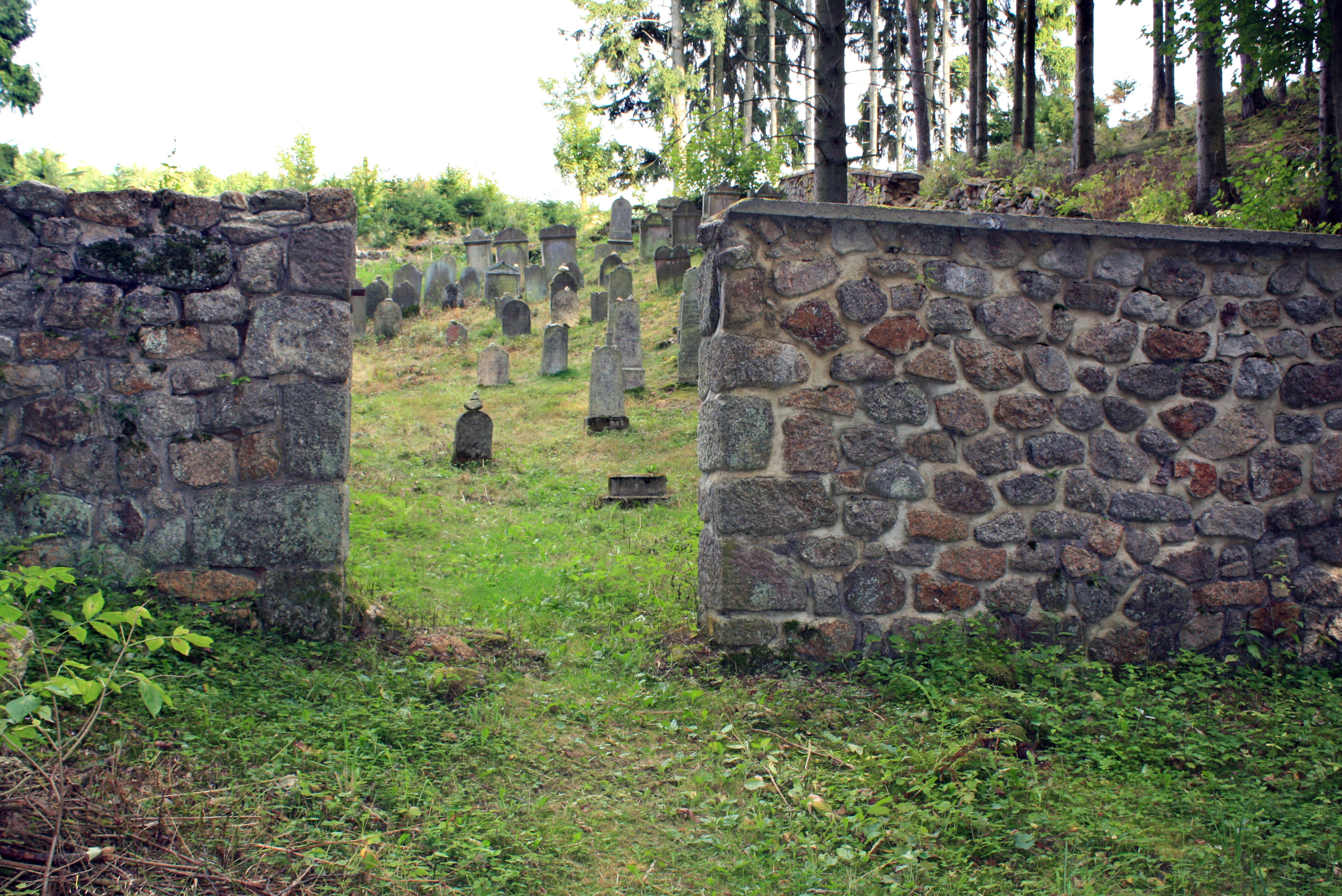
Vstupní brána
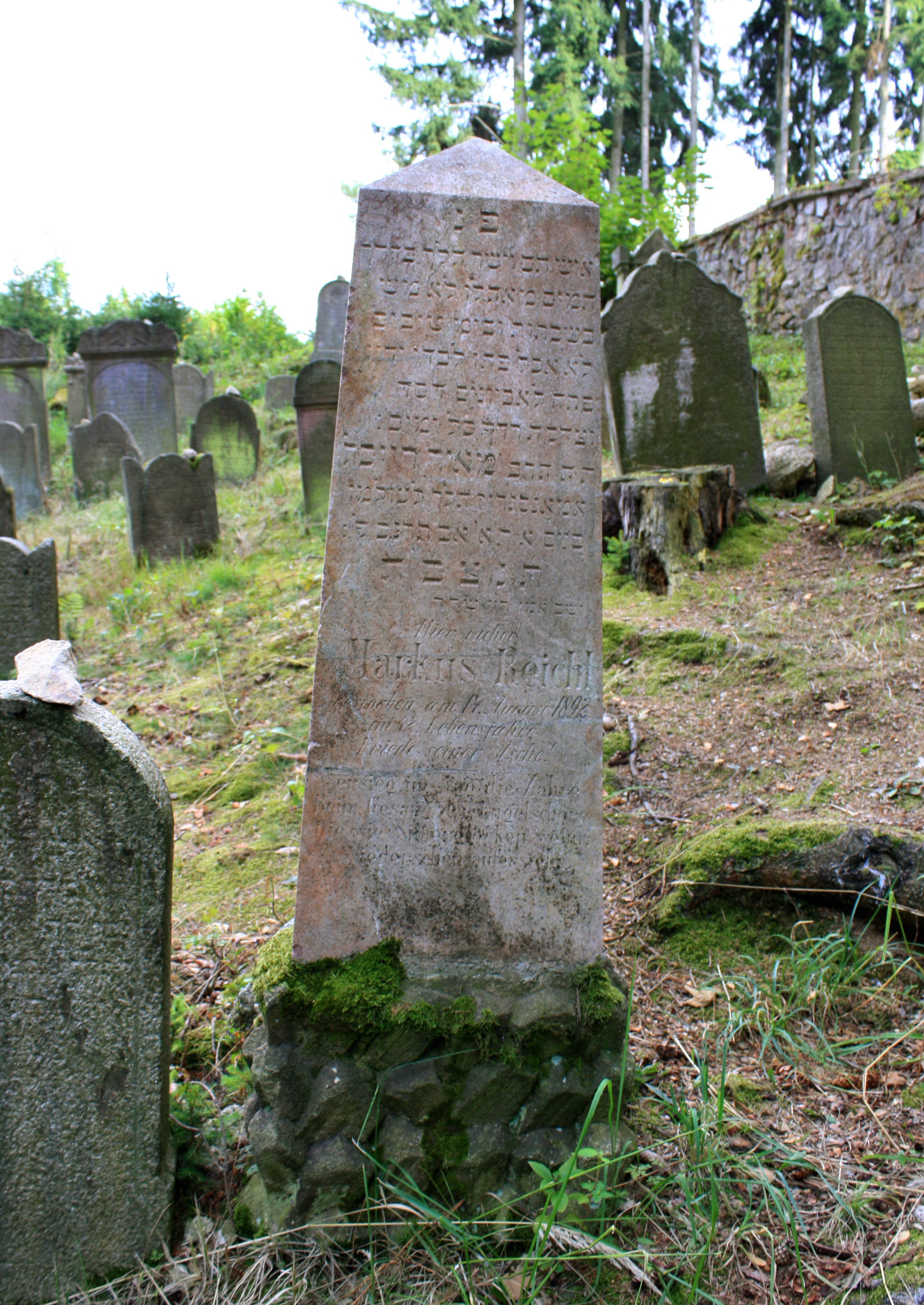
Jeden z nejmladších náhrobků